# Keita Suzuki
Keita Suzuki (Prefectura de Shizuoka, Japó, 8 de juliol de 1981) és un futbolista japonès.

## Selecció japonesa
Keita Suzuki va disputar 28 partits amb la selecció japonesa.